# 改三分定銀
改三分定銀（あらためさんぶさだぎん）は幕末期に、ハリスの提案により、日本国内で三分として通用させるために極印が打たれた洋銀である。

## 略史

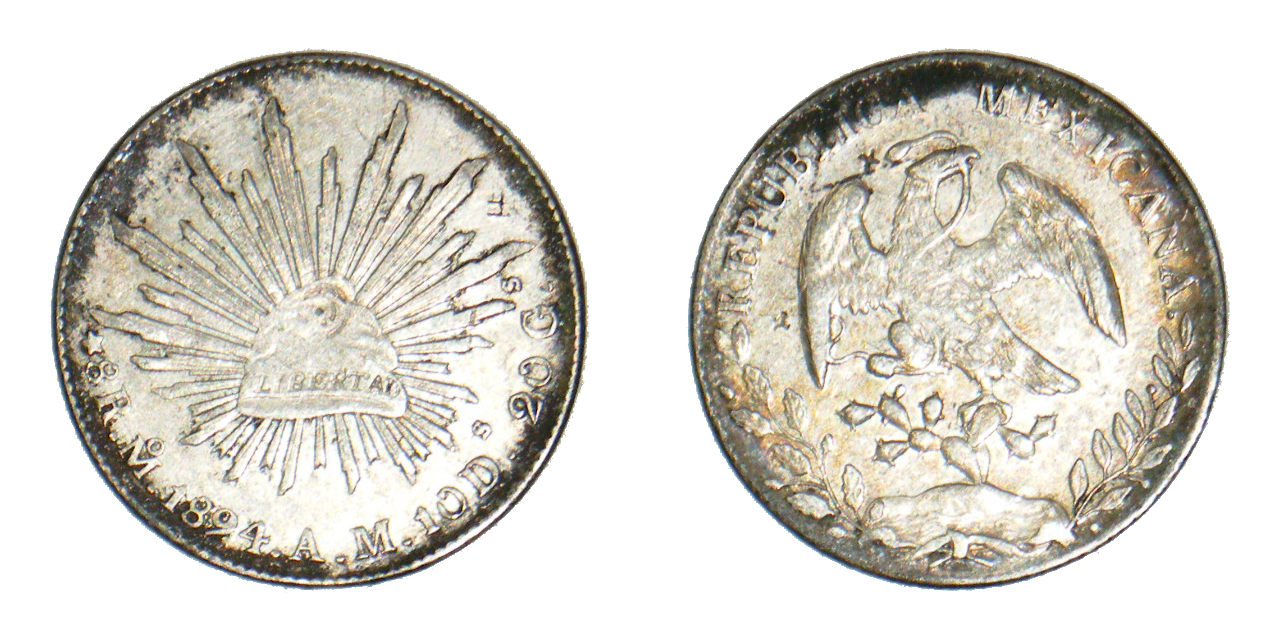
メキシコ8レアル銀貨（これに改三分定と打印された）

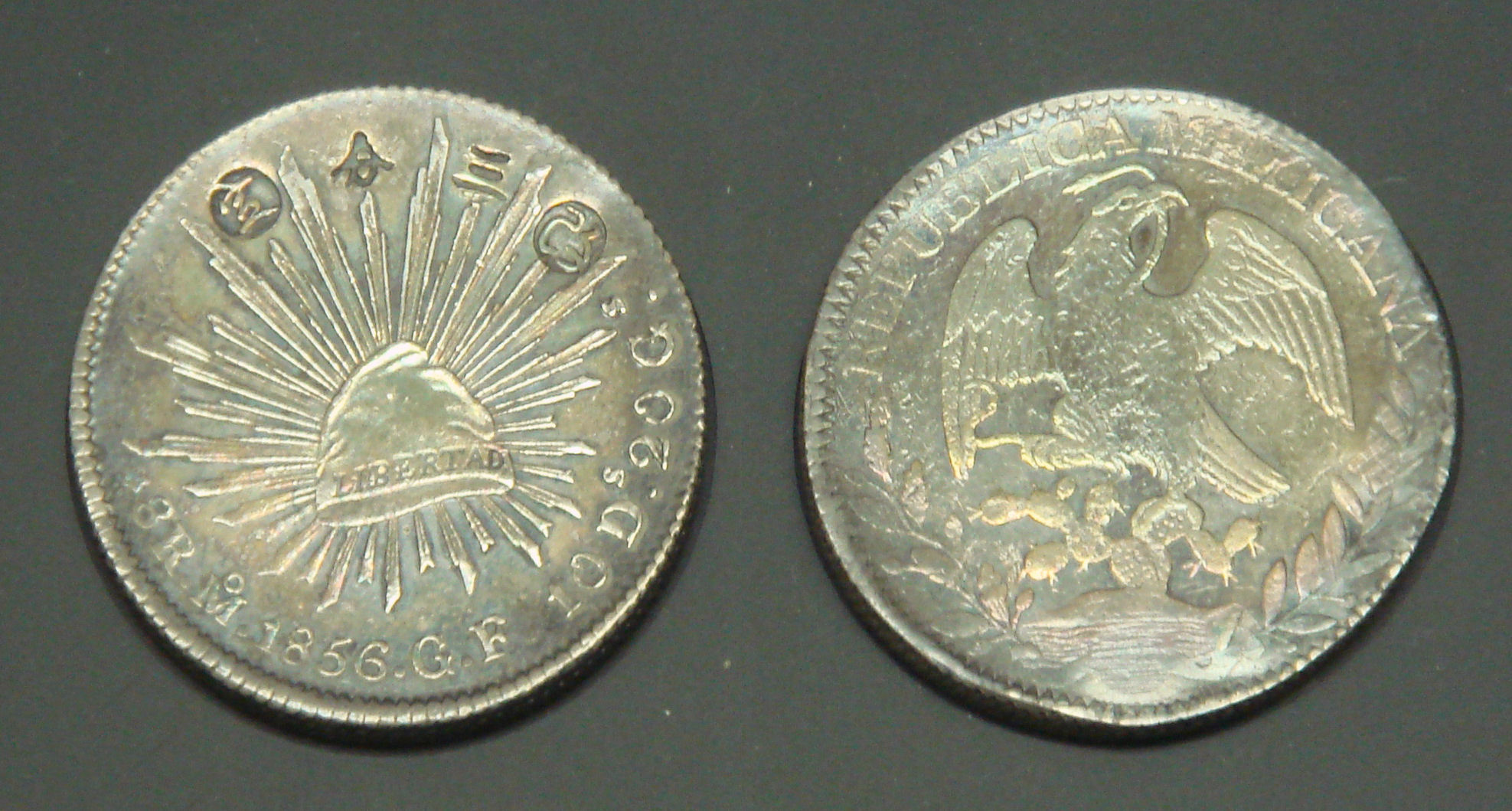
改三分定銀 1859年銘

安政3年9月（1856年）に下田御用所において日本貨幣と西洋貨幣との交換比率を定めるための交渉が行われ、幕府は米国総領事ハリスの1ドル銀貨の約1/3の量目（質量）である天保一分銀3枚を持って1ドルに換えるべきという主張を承諾することになる。
日本側は安政6年6月1日（1859年）に洋銀の1/2の量目の安政二朱銀を発行し、金銀比価を是正し、かつ1ドル＝一分に誘導しようと試みた。しかし安政二朱銀は貿易港のみで通用し、日本国内では量目のはるかに劣る一分銀に両替しないと通用しないというものであった。このように国内全域で通用しないものを渡され、1ドル銀貨の通用価値を1/3に引下げるこの政策に外国人大使らは条約違反であると激しく抗議し、安政二朱銀の発行は僅か22日間で中止となり、結局1ドル＝3分としての交換を認めざるを得なくなった。
外国人大使らの小判入手の目的による洋銀から一分銀への両替要求が殺到し、貿易港周辺ではたちまち一分銀が払底した。
そこで外国人大使から幕府に対し一分銀増鋳の要求が出されるが、洋銀から一分銀へ両替されることに消極的な幕府は江戸城本丸の火災などを口実に交換停止を申し出るなど一分銀払底が解消されないことに大使らは苛立ちをあらわにした。そこでハリスは一分銀の増産が困難であるならば、洋銀に「三分」の極印を打って日本国内で三分の価値として通用させるよう要求を行い、幕府もしぶしぶ要求を受け入れ、安政6年12月29日（1860年1月21日）より銀座から派遣された銀座役人および常是役人らにより国内に流入したメキシコ8レアル銀貨などに、「改三分定」と極印が打たれ通用させることとした。
しかし国内では、「双替」という方式により外国銀貨は地金扱いで、国内銀貨への交換に対し低く評価されるのが常であり、両替商に持ち込んでも二分二朱程度でしか通用せず、「三分」と銘打たれ三分としての額面を強制するならば受け取りが拒否されるという事態まで発生した。そのため極印打ちは翌万延元年5月12日（1860年）に打ち切りとなり、僅か半年足らずで中止となった。
現存するものはメキシコ8レアル銀貨のみであり、1859年銘までのものが確認されている。極印の文字の大小により「大字」および「小字」の二種類が存在し「小字」のほうが現存数が多い。
また「改三分定」極印打ちの直前、安政6年9月には外国銀貨にその量目に応じて漢数字が打たれたとされ、アメリカ銀貨、ロシア銀貨、メキシコ銀貨などに数字極印が打たれたものが現存し、たとえば7匁2分のメキシコ8レアルでは「七二」と打たれたものが存在する。